# Richea milliganii
Richea milliganii är en ljungväxtart som först beskrevs av J. D. Hook., och fick sitt nu gällande namn av Ferdinand von Mueller. Richea milliganii ingår i släktet Richea och familjen ljungväxter. Inga underarter finns listade i Catalogue of Life.